# Aleksander Dzilne
Aleksander Dzilne (ur. 1919, zm. 13 stycznia 2009) – polski działacz sportowy, w latach 1968–1972 piastował stanowisko prezesa żużlowego klubu sportowego Stali Wielkopolski Gorzów. W czasie jego rządów w 1969 r., klub po raz pierwszy zdobył drużynowe mistrzostwo polski. 
Pochowany 21 stycznia 2009 r., na cmentarzu przy ul Żwirowej (49B/2/14) w Gorzowie Wielkopolskim. 